# A16高速公路 (義大利)
A16高速公路（義大利語：Autostrada A16），又稱兩海高速公路（Autostrada dei due mari），是義大利一條高速公路，自第勒尼安海沿岸的那不勒斯，橫貫亞平寧半島南部，通往亞得里亞海岸的卡諾沙-迪普利亞並與A14高速公路交匯。完成後全長為172.5公里。
原名A17高速公路，原來延伸至亞得里亞海傍的巴里，1969年通車。1973年A14高速公路博洛尼亞至巴里段通車後改名，並把卡諾沙至巴里的路段撥給A14高速公路。而原來的A16高速公路，即連接首都羅馬和奇維塔韋基亞的公路被就改編成A12高速公路南段。
全段是歐洲E842公路的一部份。